# Лаба (перевал)
Лаба (другие названия: Лабинский перевал, Мокрый перевал) — горный перевал на Западном Кавказе, на границе Карачаево-Черкесии и Абхазии.
Высота перевала составляет 2614 м.